# 175613 Shikoku-karst
175613 Shikoku-karst è un asteroide della fascia principale. 
Scoperto nel 2006, presenta un'orbita caratterizzata da un semiasse maggiore pari a 3,0274351 UA e da un'eccentricità di 0,0289024, inclinata di 9,09335° rispetto all'eclittica.
L'asteroide è dedicato all'altipiano carsico nell'isola di Shikoku in Giappone. 
Karst è il termine lingua inglese, a sua volta mutuato dal tedesco, per indicare la regione del Carso e, per antonomasia, il carsismo.